# Wielkanoc (zespół muzyczny)
Wielkanoc – zespół nowofalowy z Lubina. Zadebiutował w 1987 roku, kilka razy uczestniczył w festiwalu Jarocin, nagrał jeden klip i kilka piosenek. Zakończył działalność w 1989 roku. Po 22 latach od rozwiązania Wielkanocy, 4 lipca 2011 roku ukazała się płyta pt. Dziewczyny Karabiny, która jest podsumowaniem całego okresu działalności grupy, uważanej przez niektórych recenzentów za odkrycie polskiej sceny alternatywnej.

## Twórczość
Twórczość zespołu jest określana jako zimnofalowe połączenie stylów Joy Division, Talking Heads i The Clash z elementami jazzu.
Wielkanoc zawojowała Jarocin, listę przebojów Rozgłośni Harcerskiej (2. miejsce Wolność, 5. Dziewczyny Karabiny), co sprawiło, że zaczęto ją postrzegać jako odkrycie polskiej sceny alternatywnej końca lat osiemdziesiątych. Cechą charakterystyczną twórczości zespołu były poetyckie teksty Kasi Jarosz.

## Skład zespołu
- Kasia Jarosz – śpiew
- Darek (Modzel) Modzelewski – gitara basowa
- Marek Marczak – gitara
- Wojtek Soliwoda – perkusja[3]

## Ważne daty
- Luty 1987 – pierwszy koncert w Domu Kultury Żuraw w Lubinie
- Sierpień 1987 – pierwszy występ na festiwalu w Jarocinie
- Maj 1988 – występ w finale OMPP we Wrocławiu, kwalifikacja do pierwszej dziesiątki
- Czerwiec 1988 – odrzucenie propozycji zagrania w festiwalu opolskim i akceptacja zaproszenia do festiwalu w Jarocinie
- Sierpień 1988 – występ na festiwalu w Jarocinie, Wielkanoc otrzymuje nagrodę dziennikarzy
- Październik 1988 – występ na Certowe Kolo w Bratysławie, Wielkanoc była jedynym zespołem z Polski
- Listopad 1988 – sesja nagraniowa w studiu Polskiego Radia w Warszawie, trzy utwory: Dziewczyny Karabiny, Wolność-Wielkanoc i Nowy Dzień
- Sierpień 1989 – ostatni udział w festiwalu jarocińskim
- Wielkanoc 1990 – zespół przestaje istnieć[4]

## Płyta
Dziewczyny Karabiny – wytwórnia Manufaktura Legenda, 2011.
Utwory:
1. W Oczekiwaniu Na Nowy Dzień
2. Dziewczyny Karabiny
3. Wielkanoc cz. 7
4. Ranne Zwierzęta
5. System
6. Piramidy
7. Paris
8. Królowa Śniegu
9. Jabłonie
10. Angielski
11. Dziewczyny Karabiny
12. Wolność Wielkanoc
13. W Oczekiwaniu Na Nowy Dzień
14. Ranne Zwierzęta (video)[5]